# ガスパール・カンポス
ガスパール・カンポス＝アンソ・フェルナンデス（Gaspar Campos-Ansó Fernández、2000年3月23日 - ）は、スペイン・アストゥリアス州ヒホン出身のサッカー選手。スポルティング・デ・ヒホン所属。ポジションはMF。

## クラブ経歴
2014年にスポルティング・ヒホンのカンテラに加入し、2018-19シーズンにBチームへと昇格した。
2020年6月25日、ラージョ・バジェカーノとのリーグ戦にてトップチームデビューをプロデビューを果たした。
2022年8月18日、セグンダ・ディビシオンに所属するブルゴスCFに1シーズンの間レンタル移籍することが決定した。